# آکادمی علوم ترکمنستان
آکادمی علوم ترکمنستان، ارگان دولتی است که مسئولیت اجرای سیاست‌های علمی و فنی کشور ترکمنستان را بر عهده دارد. این آکادمی در سال ۱۹۵۱ میلادی تأسیس شد.

## ساختار
آکادمی دارای سه بخش است:
- علوم انسانی و اقتصادی
- علوم فیزیکی و ریاضی، شیمی، زمین‌شناسی و مهندسی
- علوم پزشکی، بیولوژیکی و کشاورزی

## تاریخچه
- سال ۱۹۲۲ میلادی - کمیسیون علمی ترکمن
- سال ۱۹۲۵ میلادی - مؤسسه تحقیقات علمی، برای مطالعه تاریخ، جغرافیا، ادبیات و هنر
- سال ۱۹۲۶ میلادی - شورای آکادمیک دولتی، زیر نظر کمیساریای خلق آموزش و پرورش
- سال ۱۹۳۲ میلادی - مؤسسه تحقیقات علمی ترکمن.
- ۳۱ مارس ۱۹۳۶ میلادی - قطعنامه کمیته اجرایی مرکزی و شورای کمیساران خلق جمهوری سوسیالیستی شوروی ترکمن، تقسیم به مؤسسه تاریخ و زبان و ادبیات (تحت کمیته اجرایی مرکزی) و شورای کمیسرهای خلق ترکمن SSR
- سال ۱۹۳۷ میلادی- ادغام با مؤسسه تحقیقات دولتی زبان و ادبیات ترکمنستان کمیته علوم جمهوری‌خواه
- سال ۱۹۴۰ میلادی- بنیاد آکادمی علوم ترکمن جمهوری سوسیالیستی اتحاد جماهیر شوروی اتحادیه موسسات زبان و ادبیات، زیست‌شناسی و زمین‌شناسی را متحد کرد.
- سال ۱۹۴۵ میلادی- سی و پنج ترکمن در میان محققان هستند. مؤسسه دامپروری و کشاورزی (بخشی از مؤسسه فنی، آزمایشگاه شیمی و فناوری روغن و بخش لرزه‌نگاری باز است.
- ژوئن ۱۹۵۱ میلادی- آکادمی فعلی تأسیس شد
- ۱۹۵۶ میلادی- موسسات کشاورزی و دامپروری به وزارت کشاورزی منتقل شدند.
- ۱۹۵۷ میلادی- مؤسسه شیمی و اقتصاد افتتاح شد. انستیتوی زیست‌شناسی به انستیتوی گیاه‌شناسی و انستیتوی جانورشناسی و انگلی شناسی تفکیک شده‌است.
- ۱۹۸۶ میلادی- آکادمی دارای ۱۵ مؤسسه تحقیقاتی است.
- تابستان ۱۹۹۸ میلادی- آکادمی تحت ریاست جمهوری ترکمنستان قرار می‌گیرد.
- ۲۰۰۹میلادی- مؤسسه تاریخ آکادمی علوم ترکمنستان به عنوان مشاور علم و فناوری رئیس‌جمهور به آکادمی علوم ترکمنستان تبدیل شد.

## مدیران
مدیران آکادمی تا سال ۱۹۹۸ میلادی عبارتند از:
- کلر (BA Keller) سال ۱۹۴۰ میلادی
- دیمیتری واسیلیویچ نالیوکین (۱۹۴۶–۱۹۵۱)
- تاگان بردیویچ بردیف (۱۹۵۱–۱۹۵۶)
- گلدی اورازوویچ چاریف (۱۹۵۶–۱۹۵۹)
- Shadzhe (Shaja) Batyrovich Batyrs (۱۹۵۹–۱۹۶۵)
- پیگام عظیموویچ آزیموف (۱۹۶۶–۷۵)
- آقاجان گلدیویچ بابائف (۱۹۷۵–۸۶)
- Orazgeldy Ovezgeldyevich Ovezgeldyev (۱۹۸۶–۱۹۸۸)
- آقاجان گلدیویچ بابائف (۱۹۸۹–۱۹۹۳)
- آگامامد حجامحمدوف (۱۹۹۳–۱۹۹۸)

## بازسازی
با باز سازی آکادمی در سال ۲۰۰۹ میلادی، ساختار علوم و تحقیقات در ترکمنستان تغییر کرد، که منعکس‌کننده اصلاحات آغاز شده توسط رئیس‌جمهور قربانقلی بردی محمداف بود.
با ساختار جدید آکادمی، تحقیقات در این مرکز متمرکز تر و دقیق تر شدند. آکادمی مطابق با قطعنامه شماره ۱۰۴۵۸ ریاست جمهوری مورخ ۱۲ ژوئن ۲۰۰۹میلادی ترمیم شد. طبق این مصوبه، ۱۱موسسه و ۳سازمان خدمت کننده در بخش علوم به محل آکادمی منتقل شدند: کتابخانه، چاپخانه و انتشارات یلیم. GA Mezilov رئیس آکادمی است.

## رنکینگ جهانی
رتبه علمی ترکمنستان در منطقه 26ام و رتبه او در جهان 210ام است.